# 挑战的手套
《挑战的手套》（挪威語：En hanske）是挪威剧作家比昂逊的一部三幕话剧，作于1883年。1903年首演于卑尔根大剧院。剧中女主角思伐法（Svava）发现未婚夫、金融家克利斯登生（Christensen）之子阿尔弗（Alf）隐瞒了婚前性关系，愤而解除婚约。结果遭到老克利斯登生用尽心机的打击。最后阿尔弗悔悟。剧本讨论了女性的社会地位问题，当时引发了很大争议。有吴世良中文译本，1960年曾由中国戏剧出版社出版过单行本，同年也出版了由人民文学出版社出版的《比昂逊戏剧集》，《挑战的手套》为该戏剧集收录的四种戏剧中的一种。

## 情节
上流社会的小姐思伐法投身慈善事业，创立了幼儿园。大金融家克利斯登生之子阿尔弗多次给幼儿园捐款，与思伐法坠入爱河并订婚。思伐法电报将婚事告知了在科隆的父亲李斯（Riis）先生。李斯立即赶回，操办了盛大的订婚晚宴，首相等人都前来参加。李斯觉得能攀上国内最大的富豪很有面子，觉得自己能够搞到一个爵位。一天推销员卡尔·何夫（Karl Hoff）来到李斯家，他刚刚难产而死的妻子原是克利斯登生家的女佣，他隐约透露阿尔弗便是她原来的情夫。
大梦初醒的思伐法决定和阿尔弗分手，却遭到父亲的强烈反对。其实，李斯本人也有不忠于婚姻的行为，并因此有把柄捏在克利斯登生手中。李斯太太虽然同情女儿，但劝其隐忍。思伐法不明白母亲从前教导她不向任何不洁的东西低头，如今却变了，她认为道德问题坚决不能宽容。夫妇两还请一向受思伐法敬重的诺登医生（Dr. Nordan）来劝她和解。这时克利斯登生夫妇来访，克利斯登生认为解除婚约是大逆不道的行为，是对本家族的侮辱。阿尔弗也来了，当众自辩，思伐法生气的将何夫留下的手套扔到他脸上。
克利斯登生扬言要将李斯家轰出这个城市。诺登医生隐约透露了李斯的私生活问题，李斯太太最终向女儿说出了实情。思伐法觉得整个世界都不干净了。阿尔弗反对父亲对思伐法的打压，他找到思伐法面谈重申自己的爱。最后思伐法向他伸出了双手，给了他一线希望。

## 评价及反响
剧本以思伐法对婚姻的抗争，提出了男女平等的问题。思伐法在抗争的过程中遇到了许多盟友，最重要的便是李斯太太，使得剧本拥有了历史纵向的比较。用情专一的诺登医生是另一个重要的见证者，思伐法说婚姻是一场“骗局”，而诺登则说它是一场“赌博”。最后思伐法发出呐喊“每个女人都必须靠自己来决定”，李斯太太也不再隐忍。作者从男人特权的“自制”出发，安排了阿尔弗道德觉醒的结局，因此淡化了作品的批判性。
该剧上演后引发了很大争论，勃兰兑斯、斯特林堡等人纷纷撰文抨击。比昂逊赴挪威北部发表了以《一夫一妻制与一夫多妻制》为题的演说，作为回击，得到了许多人的理解和支持。